# Numb (Cassie)
Numb è un singolo della cantante statunitense Cassie, pubblicato come primo estratto del mixtape dell'artista RockaByeBaby, pubblicato nell'aprile 2013.

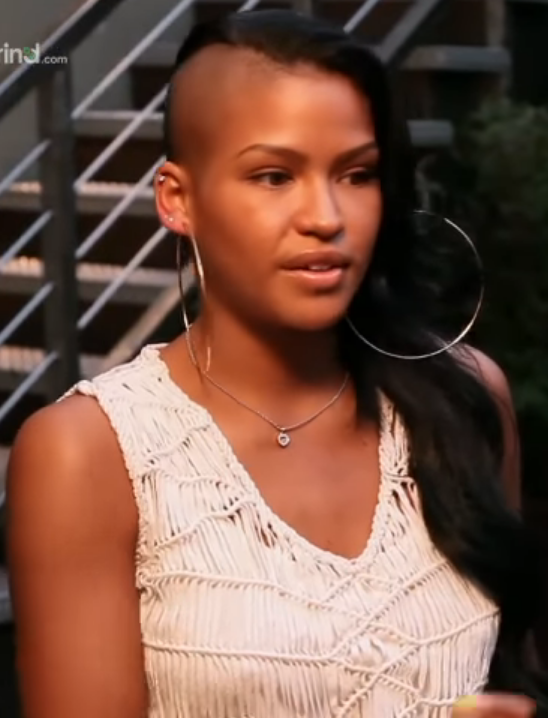
Cassie nel 2013, in un'intervista sul suo singolo

## Descrizione
La canzone, un misto tra hip hop alternativo, techno pop e rap, ha un ritmo rilassante che vuole indurre l'ascoltatore quasi ad uno stato di ipnosi.
Lo stesso titolo Numb (in italiano "intorpidire", "intontire") richiama appunto il ritmo della canzone, così come il ritornello, in cui la cantante dice "I make music to numb your brain" ("Io faccio musica per stordire il tuo cervello").

Riguardo al suo singolo, la cantante ha in seguito spiegato:
"Volevo pubblicare Numb per mostrare il mio coronamento della mia musica, frutto di tutto la fatica fatta dai miei sostenitori, che sono stati lì fin dal primo giorno e hanno sempre creduto in me e nella mia arte. Il mio obiettivo era creare una sorta di 'nastro' che le persone potessero apprezzare dall'inizio alla fine. Voglio che questo sia ciò che ascolti quando hai bisogno di evadere, di uscire dalla realtà ma senza scatenarti troppo."

## Promozione
Il 26 marzo 2013, Cassie ha pubblicato il brevissimo trailer di anteprima del video di Numb.

## Video musicale
Il videoclip ufficiale del brano è stato pubblicato il 2 aprile 2013 ed è stato diretto da Alex Nazari. Il video mostra Cassie che cammina lungo la Hollywood Boulevard, con sullo sfondo la spiaggia avvolta nel tramonto; in altre scene si vede la cantante camminare su una strada a notte fonda. Nel video il rapper Rick Ross invece compare in bianco e nero mentre rappa.